# All of You (Z/Xのアルバム)
『All of You』（オールオブユー）はブロッコリー発売のトレーディングカードゲーム『Z/X』（ゼクス）のキャラクターソングが収録されたアルバムである。2017年9月17日に発売された。

## 概要
2014年にリリースされたZ/XドラマCD(1)「超鋼神器ローレンシウム」に収録されているカノープス（CV. 蒼井翔太）が歌う『僕らの世界』からの10曲に加え、Z/X公式声優であるイグニッションガールズ（星谷美緒、春村奈々）が歌う新曲『君のすべて』とミニドラマも収録したZ/X初のオリジナルフルアルバム。あづみ（CV. 小倉唯）とリゲル（CV. 内田彩）が歌う『ふたりの世界を探しにいこう』は限定生産の「Z/X -Zillions of enemy X- 第15弾 起動！超神器」に封入されているドラマCD(6)「りげる★くらいしす」に収録された楽曲であり既に完売している為、本作品でのみ聴くことができる。

## 収録曲
1. 君のすべて [4:10]
歌：イグニッションガールズ（星谷美緒＆春村奈々）
作詞 / 作曲 / 編曲：真鍋ひでたか、中沢昭宏（WEEAST）
2. 僕らの世界 [4:38]
歌：カノープス（CV. 蒼井翔太）
作詞 / 作曲 / 編曲：真鍋旺嵩、中沢昭宏（WEEAST）
3. 未来がひとつに [3:45]
歌：ドラミコクインテット
赤の竜の巫女メイラル（CV. 佐倉綾音）
青の竜の巫女ユイ（CV. 洲崎綾）
白の竜の巫女ニノ（CV. 西明日香）
黒の竜の巫女バラハラ（CV. 早見沙織）
緑の竜の巫女クシュル（CV. 今井麻美）
作詞 / 作曲 / 編曲：真鍋旺嵩、中沢昭宏（WEEAST）
4. Keeping the Faith [4:47]
歌：ほのめ（CV. 遠藤ゆりか）、迦陵頻伽（CV. 鈴木絵理）
作詞 / 作曲 / 編曲：真鍋旺嵩、中沢昭宏（WEEAST）
5. 世界中がTO・RI・KO [3:33]
歌：ルクスリア（CV. 斎藤千和）
作詞 / 作曲 / 編曲：真鍋旺嵩、中沢昭宏、chi4
6. Changing the Fate [4:14]
歌：八千代（CV. 村川梨衣）、アルモタヘル（CV. 村中知）
作詞 / 作曲 / 編曲：真鍋旺嵩、中沢昭宏、吹野クワガタ
7. ふたりの世界を探しにいこう [4:28]
歌：あづみ（CV. 小倉唯）、リゲル（CV. 内田彩）
作詞 / 作曲 / 編曲：真鍋旺嵩、中沢昭宏（WEEAST）
8. 私と意思ソトゥ、しよ♪ [3:52]
歌：ソリトゥス（CV. 水瀬いのり）
作詞 / 作曲 / 編曲：真鍋旺嵩、中沢昭宏（WEEAST）
9. Never Ending Story [4:13]
歌：クレプス（CV. 牧野由依）
作詞 / 作曲 / 編曲：真鍋旺嵩、吹野クワガタ、中沢昭宏
10. 未来創造革命 [4:19]
歌：ポラリス（CV. 明坂聡美）
作詞 / 作曲 / 編曲：真鍋旺嵩、吹野クワガタ、中沢昭宏
11. すべて守り抜くために [3:46]
歌：龍膽（CV. 浅沼晋太郎）
作詞 / 作曲 / 編曲：真鍋旺嵩、中沢昭宏、佐々木貴之
12. ミニドラマ [6:17]
13. 君のすべて　カラオケver. [4:08]

## 封入特典
ゼクスカード「Lyrical Type. VII, XI」 2枚